# 霍伊克瓦尔德
霍伊克瓦尔德（德語：Heukewalde）是德国图林根州的市镇，隶属于阿尔滕堡地区县。总面积为5.89平方千米，截至2023年12月31日总人口为184人。